# Kangaamiut
Kangaamiut è un villaggio della Groenlandia di 414 abitanti (gennaio 2004). Si trova nel comune di Qeqqata; le sue coordinate geografiche sono 65°05' N e 53°21' O.
Nel 1755 fu il luogo dove Sukkertoppen (Maniitsoq) si trovava, finché nel 1782 fu spostata un po' più a sud, dove si trova ora.